# Chiesa di Santa Maria della Pace (Napoli)
La chiesa di Santa Maria della Pace si trova a Napoli e fa parte dell'omonimo complesso, formato anche da un ospedale del XVI secolo e dalla cosiddetta "sala del Lazzaretto".

## Storia
Il complesso monumentale di Santa Maria della Pace comprende l'ospedale dei frati ospedalieri di San Giovanni di Dio (eretto nel 1587), l'omonima chiesa e la sala del Lazzaretto; l'insieme si erge in via dei Tribunali, prima che questa sbocchi di fronte al Castel Capuano, subito dopo la piazzetta Sedil Capuano.
Il complesso è sorto intorno ad un antico palazzo nobiliare costruito da Giovanni Caracciolo agli inizi del XV secolo (disegno di Andrea Ciccione). L'architettura dell'antico edificio è ancora riscontrabile nel portale d'ingresso, che, in stile gotico, è caratterizzato da un grande arco polilobato.
Pietro De Marino progettò la chiesa, che fu iniziata nel 1629 e conclusa nel 1659; il tempio venne consacrato a santa Maria della Pace perché fu ultimato nell'anno in cui venne sancita la pace tra Luigi XIV di Francia e Filippo IV di Spagna.

## Descrizione
La chiesa è a croce latina ad una sola navata e presenta tre cappelle per lato. L'interno fu restaurato dopo il terremoto del 1732 ad opera di Domenico Antonio Vaccaro; di Donato Massa è l'impiantito in cotto e le splendide piastrelle maiolicate, create secondo un disegno del medesimo Vaccaro. L'abside è di Nicola Tagliacozzi Canale.

### Sala del Lazzaretto
Vi si accede grazie ad un grande scalone, la cui entrata è sulla sinistra del vestibolo.
La sala è detta del Lazzaretto poiché, questo luogo, era uno dei pochi della città che accoglieva i lebbrosi, gli appestati ed altri malati infetti. La sala è lunga 76,80 m e sul fondo è possibile ammirare l'altare in marmi commessi del XVIII secolo, che anticamente separava l'ambiente principale dal gabinetto medico.
Alta 12,50 metri e larga 10,24, presenta inoltre un ballatoio che corre lungo le pareti, posto a mezza altezza e che in origine era usato per servire cibo e bevante agli appestati al fine di evitarne il contagio.
Gli affreschi di Andrea Viola e Giacinto Diano sono collocati sotto la volta e tra le finestre.